# Optimistorkestret
Optimistorkestret er en skulptur i bronze på Södergatan i Malmø. 
Optimistorkestret blev skabt i 1985 af Yngve Lundell. Orkestret ledes af en tamburmajor og består i øvrigt af fire spillende medlemmer. Skulpturen blev opstillet efter at Södergatan var blevet omdannet til Malmøs første gågade.
55°36′19″N 13°00′04″Ø / 55.605278°N 13.001111°Ø
| Kunst | Spire Denne artikel om kunst er en spire som bør udbygges. Du er velkommen til at hjælpe Wikipedia ved at udvide den. |